# De professió: A.P.I.
 De professió: A.P.I.  fue una serie de televisión emitida por TV3 durante dos temporadas y veintiséis episodios, entre el 5 de febrero de 1988 y el 4 de septiembre de 1990. Fue dirigida por Esteve Duran y protagonizada por Cassen, Marta Padovan, Joaquim Cardona, Eugenia Roca y Josep Peñalver.

## Argumento
La serie narra las peripecias de Andreu Millet, un agente de la propiedad inmobiliaria de 59 años, casado con Teresa Coll y sin hijos, que vive con su criada francesa, Miquela, una abuela de 82 años. En su despacho profesional de Barcelona, entre la Rambla de Cataluña y la calle Provenza, suceden todo tipo de malentendidos y situaciones cómicas en las ventas de pisos, protagonizadas por él, sus clientes o sus trabajadores:  el Vicenç Roca, la Remei Canal, la Mercè Ruera y su amigo Hanníbal Bonavista.

## Reparto
- Cassen - Andreu Millet
- Marta Padovan - Teresa Coll
- Josefa Tubau - Miquela
- Joaquim Cardona - Vicenç Roca
- Eugenia Roca - Remei Canal
- Nina Ferrer - Mercè Ruera
- Josep Peñalver - Hanníbal Bonavista

## Premios y nominaciones
Cassen ganó el TP de Oro 1988 al mejor actor catalán por su papel en esta serie.